# Heteronormativität
Heteronormativität ist eine Weltanschauung, welche die Heterosexualität und Monogamie als soziale Norm postuliert. Alle anderen menschlichen Sexualitäten werden verschwiegen, diskriminiert oder pathologisiert.
In heteronormativen Kontexten wird stillschweigend angenommen, dass alle Menschen „natürlich“ heterosexuell seien, und dass die Heterosexualität anderen Sexualitäten wie Bisexualität oder Homosexualität überlegen sei. Außerdem wird eine binäre Geschlechterordnung angenommen, also eine duale Einteilung in Mann und Frau, die sich jeweils gegenseitig begehren. Zudem wird das anatomische/biologische Geschlecht mit Geschlechtsrolle und sexueller Orientierung gleichgesetzt.
Heteronormativität ist eine Form von und eine Basis für Queerfeindlichkeit, Homophobie und andere Formen der gruppenbezogenen Menschenfeindlichkeit. Der Begriff ist zentral in der Queer-Theorie, die die Naturalisierung und Privilegierung von Heterosexualität und Zweigeschlechtlichkeit in Frage stellt. Das Pendant zur Heteronormativität bezüglich der Geschlechtsidentität ist die Cisnormativität, das Pendant bezüglich der Geschlechter ist der Androzentrismus.

## Etymologie
Der englische Begriff heteronormativity wurde 1991 von Michael Warner in seinem Artikel Introduction: Fear of a Queer Planet geprägt, um ein System von Verhaltensweisen und sozialen Erwartungen zu beschreiben, welches um die Vorstellung herum aufgebaut ist, dass jeder heterosexuell ist oder sein sollte und alle Beziehungen und alle Familien diesem Modell folgen. Die Grundlagen des Konzeptes liegen in Gayle Rubins Gedanken zum Sex/Gender-System und in Adrienne Richs Gedanken zur Zwangsheterosexualität (compulsory heterosexuality) aus dem Jahr 1980.
Der deutsche Begriff wird spätestens seit 1995 verwendet.

## System
In heteronormativen Gesellschaften wird aus der biologisch vorherrschenden zweigeschlechtlichen Ordnung und einer damit verbundenen Ablehnung des Unterschieds von „Sex und Gender“ eine normative Vorrangstellung all derjenigen Menschen abgeleitet, die eine gegengeschlechtliche Partnerschaft anstreben oder bereits in einer leben, die also heterosexuell leben oder leben möchten. Davon abweichende Verhaltensmuster werden häufig diskreditiert und als unnatürlich bezeichnet.
Die Heteronormativität durchzieht dadurch alle wesentlichen gesellschaftlichen und kulturellen Bereiche sowie die Subjekte selbst. Die gesunde Körperlichkeit wird heterosexuell definiert, auch bei der Betrachtung und Beschreibung anderer Kulturen. Diese Betrachtungsweisen dienen nicht selten der Delegitimierung anderer gleichberechtigter Formen einer gesunden sexuellen Entwicklung (wie zum Beispiel der Homosexualität) und werden weiterhin oftmals als Begründung zur Verherrlichung und Verharmlosung von Gewalt oder systematischer Diskriminierung gegen die antagonisierten Bevölkerungsgruppen verwendet.
Judith Butler prägte für die damit einhergehende angestrebte Angleichung von biologischer Anatomie, Gender und eben Heterosexualität den Begriff der heterosexuellen Matrix, die performativ den Geschlechterdiskurs präge. Hierbei ist Grundlage für die Heterosexualität eine eindeutige Zweigeschlechtlichkeit.
|        | Geschlechtsmerkmale | Geschlechtsidentität | Verhalten | Sexuelle Orientierung                  |
| ------ | ------------------- | -------------------- | --------- | -------------------------------------- |
| Frauen | weiblich            | weiblich             | weiblich  | androphil (begehren männliche Partner) |
| Männer | männlich            | männlich             | männlich  | gynophil (begehren weibliche Partner)  |

## Intersektionalität
Intersektionalität, ein von Kimberle W. Crenshaw geprägter Begriff, bezeichnet das Zusammenwirken verschiedener Unterdrückungsformen und Vorurteile.
Heteronormativität verstärkt soziale Ungerechtigkeiten. Sie pathologisiert nicht-normative Familienstrukturen, so zum Beispiel LGBTQ+ Familien oder nicht-weiße-Familien.
Dies gilt besonders für schwarze Familien mit weiblichen oder LGBTQ+-Menschen, welche oft als „dysfunktional“ oder „abweichend“ dargestellt werden. So können gewisse Machtstrukturen und die bestehende gesellschaftliche Ordnung aufrechterhalten werden.
Auch soziale und wirtschaftliche Privilegien sind stark verbunden mit heteronormativen Normen. Das heißt, denen die nicht weiß, männlich oder heterosexuell sind und gewisses Kapital haben, wird eine Barriere in den Weg gelegt. 
Gültig ist das allerdings nur in weißen Gesellschaften. Zu nicht-weißen Gesellschaften existieren noch nicht genug Forschungsergebnisse.
Das äußert sich in Institutionen wie der Ehe, welche nicht für alle zugänglich ist, und Wohlfahrtsprogrammen, welche heteronormative, rassistische Ideale stützen.

## Ausformungen
Heteronormativität ist in vielen Gesellschaftsbereichen unterschiedlich stark sichtbar. Zum Teil sind Erscheinungsformen so gesellschaftlich verinnerlicht, dass die entsprechenden Aspekte nicht direkt als Ausformung von Heteronormativität erkannt werden.
Ein großer Anteil der Gesellschaft folgt bewusst oder unbewusst heteronormativen Standards, wobei die meisten Menschen, die Manifestationen der Heteronormativität befürworten und ausleben, selbst heterosexuell sind. Männliche Menschen begrüßen Heteronormativität durchschnittlich mehr als weibliche. Zudem geht mit der Abweichung von heteronormativen Maßstäben eine niedrigere Lebenszufriedenheit einher als mit der Konformität zu ihr.

### Sprache
Durch Sprache können Sexualitäten und Identitäten außerhalb der Norm unsichtbar gemacht oder übermäßig hervorgehoben werden.
Ersteres zeigt sich beispielsweise in dem Fehlen geschlechtsneutraler Begriffe für Beziehungspersonen sowie in der standardmäßigen Verwendung des generischen Maskulinums im deutschen Sprachgebrauch. Somit wird differenziert zwischen Partner und Partnerin sowie Ehemann und Ehefrau, jedoch kein Zwischenraum gelassen.
Dies ebnet den Weg für die Äußerung heteronormativ geprägter Annahmen, wie die standardmäßig zumeist an Frauen gerichtete Frage „Hast du einen Freund?“, bzw. „Hast du eine Freundin?“ gerichtet an Männer. Unter Umständen führt dies nicht nur möglicherweise zur Invalidierung der Sexualität der angesprochenen Person, sondern auch zum erzwungenen Coming-Out.
Sexualitäten können des Weiteren durch übermäßige Betonung herausgestellt und somit als andersartig präsentiert werden. So wird die gleichgeschlechtliche Ehe durch die Bezeichnung „Homo-Ehe“ sprachlich von der gegengeschlechtlichen, der Norm entsprechenden Ehe abgegrenzt und als „andere Art“ der Ehe behandelt.
Es ist eine verbreitete Erfahrung queerer Menschen, dass ihre Sexualität in Personenvorstellungen oder -beschreibungen als Eigenschaft hervorgehoben wird. Bei heterosexuellen und cisgender Menschen dagegen tritt eine solche Akzentuierung der Sexualität oder Geschlechtsidentität gewöhnlich nicht auf. Sexualitäten abseits der heterosexuellen Norm werden oft unbewusst als andersartig beurteilt.
Besonders unter jungen Menschen sind außerdem gezielte Diskriminierung und Mobbing queerer Menschen ein gesellschaftliches Problem. Die Verankerung von Homophobie in der Sprache zeigt sich in geläufigen abwertenden Redewendungen, die sich sowohl gegen Menschen richten, die sich der LGBTQ+ Community zugehörig fühlen, als auch gegen solche, die sich als cisgender und heterosexuell identifizieren. An einer britischen Schule wurde festgestellt, dass 10 % der abschätzigen Äußerungen unter Schülern homophober Natur waren. Der Gebrauch homophober Beleidigungen ist damit nicht ausschließlich zielgerichtet, sondern Teil alltäglichen Sprachgebrauchs. Der Begriff „schwul“ wird häufig unabhängig von der Sexualität des Opfers als ablehnende Bezeichnung gebraucht, um „unzureichend“ maskulines Verhalten abzuwerten. An Schulen sind Jungen sowohl zumeist Täter als auch Opfer homophober Beleidigungen.

### Medien
Sehr lange gab es kein Bewusstsein für die Existenz von queeren Menschen und wenn es existierte, wurden die entsprechenden Personen als eine Art Randerscheinung wahrgenommen. Dies änderte sich teilweise in den 80er und 90er Jahren, als queere Bewegungen durch die Medien eine höhere Wahrnehmung geschaffen haben. Das Schaffen von „Visibility“ galt dabei als eine Strategie auf dem Weg zur Gleichberechtigung.
Das erste Medium, das queere Themen behandelte, war ein deutsches Magazin namens "Der Eigene" aus dem Jahr 1896. Es wurde zwar nicht an offiziellen Zeitungsständen verkauft und wurde deswegen über Untergrund-Händler vertrieben.
Im englischsprachigen Raum gab es ab 1952 das Magazin „One“, welches sich hauptsächlich auf die Bildung einer breiten Öffentlichkeit fokussiert hatte und viele Beiträge von Ärzten und Psychologen beinhaltete. Darauf folgte 1956 „The Ladder“, welches das erste in den USA weit verbreitete lesbische Magazin war und „the Los-Angeles-Advocates“, welches später unter dem Namen „the Advocate“ weiterlief.
Während der AIDS-Krise der 90er Jahre kursieren Broschüren, in denen Heterosexuelle als „Feinde“ angesehen wurden. Dies führte zu einer größeren gesellschaftlichen Spaltung und verstärke Feindseligkeit auf beiden Seiten sowie die Vorstellung von einer Hetero-Homo-Binärität.
Diese Medien waren sehr unauffällig und ermöglichten der Community einen Austausch in einer Zeit, in der es kein Internet und kaum oder stark zensierte Repräsentation von Queerness im Fernsehen gab.

## Auswirkungen
Heteronormative Weltbilder fördern Vorurteile gegenüber Menschen, die von der Norm abweichen, und tragen dazu bei, dass diese häufiger Opfer von körperlicher, verbaler oder psychischer Gewalt werden.

### Mentale Gesundheit
Die Gleichsetzung von biologischem Geschlecht, Geschlechtsidentität, Geschlechterrolle und sexueller Orientierung hat in der Praxis für jene Personen, für die nicht in all diesen Kategorien Übereinstimmung besteht, zum Teil erhebliche Auswirkungen.
Betroffene fühlen sich häufig gezwungen, gesellschaftliche Erwartungen zu erfüllen, auch wenn diese nicht ihrer Identität entsprechen. Beispielsweise könnten sie sich gezwungen sehen, heterosexuelle Partnerschaften einzugehen oder sich einem binären Geschlechtssystem anzupassen. Um sich von den gesellschaftlichen Erwartungen zu emanzipieren, ist für Betroffene häufig ein aktiver gedanklicher Schritt notwendig (siehe auch Coming-out).
Stigmatisierung und Ausgrenzung können bei Betroffenen Stress, ein vermindertes Selbstwertgefühl, Angststörungen und Depressionen bis hin zu Suizidalität auslösen. So sind Jugendliche der LGBTQ+ Community einem höheren Suizidrisiko ausgesetzt also heterosexuelle Cis-Jugendliche desselben Alters. Auch die Rate der Stimmungs- und Angststörungen steigt bei Personen der LGBTQ+ Community.

### Physische Gesundheit
Ein erhöhtes Risiko für Gewalt und Hassverbrechen ist ebenfalls Folge von Heteronormativität. Heteronormative Weltbilder fördern Vorurteile gegenüber Menschen, die von der Norm abweichen, und tragen dazu bei, dass diese häufiger Opfer von körperlicher, verbaler oder psychischer Gewalt werden. So wurden laut Angaben der Polizei im Jahr 2023 bundesweit insgesamt 1.785 Fälle von Übergriffen gegen lesbische, schwule, bisexuelle, trans- und intergeschlechtliche sowie queere Menschen verzeichnet.
Doch nicht nur auf die direkt Betroffenen hat Heteronormativität weitreichende Auswirkungen. Diese erstrecken sich auf die gesamte Gesellschaft. Heteronormativität ist stark normierend und gibt vor, wie „echte“ Männer und Frauen zu sein haben. Somit zwingt sie Menschen Gender-Stereotype auf und schränkt von klein auf die Möglichkeiten zur Persönlichkeitsentwicklung ein, betrifft also jeden Menschen.

## Internalisierte Homophobie
Internalisierte Homophobie bezeichnet den Prozess, in dem LGBTQ⁺-Personen gesellschaftlich verankerte, negative Einstellungen gegenüber ihrer eigenen sexuellen Identität verinnerlichen und sich dadurch selbst ablehnend gegenüberstehen. In Extremfällen kann das zu schweren psychischen Erkrankungen und einem massiven Selbsthass führen. Folglich werden Betroffene nicht nur mit der äußeren Ablehnung der Gesellschaft belastet, sondern auch mit inneren Konflikten, die ihre Wahrnehmung über sich selbst und ihre Identitätsentwicklung erheblich beeinträchtigen können.

### Negative Selbstbezogene Einstellungen
Einige Messmethoden zur internalisierten Homophobie beinhalten Formulierungen, die auf eine selbstkritische oder negative Wahrnehmung der eigenen Identität schließen lassen. Umfragen zeigen beispielsweise, dass Betroffene angeben, Gefühle von Depression oder Unwohlsein zu empfinden, wenn sie an ihre eigene Homosexualität denken. Betroffene Personen empfinden ihre sexuelle Identität zum Teil als belastend und problematisch. Diese negativen Selbstbewertungen sind ein Resultat der ständigen Konfrontation der gesellschaftlich vermittelten, abwertenden Normen und zeigen einen entscheidenden Aspekt der internalisierten Homophobie auf.

### Positive Selbstbezogene Einstellungen und Identitätsintegration
Im Kontrast zu diesen negativen Aussagen finden sich in den Messungen auch Aspekte die eine positive, wertschätzende Haltung gegenüber der eigenen Homosexualität gegenüber erfassen. Positive Selbstreferenzen in der Umfrage deuten darauf hin, dass manche Betroffene in der Lage sind, trotz gesellschaftlicher Diskriminierung ein positives Selbstbild aufzubauen. Sie sind in der Lage, ihre sexuelle Identität in ihr Selbstbild zu integrieren und betrachten sie als Bereicherung. Die Messung der internalisierten Homophobie fokussiert sich daher nicht nur darauf, ob die Homosexualität als irrelevant empfunden wird, sondern vor allem darauf, inwieweit sie auch negative oder positive Wirkungen hervorbringen kann und als bedeutender Bestandteil der eigenen Personalität angesehen werden kann.

### Erfassung von sozialen Reaktionen und Stereotypen
Reaktionen auf die eigene Identität und der Umgang mit internalisierter Homophobie variieren je nach sozialen Kontext und Persönlichkeit einer queeren Person. In Studien zur internalisierten Homophobie wird erfasst, ob Betroffene Unbehagen in sozialen Situationen mit anderen homosexuellen Personen empfinden. Dazu gehören Fragen, ob das Zusammensein mit schwulen Männern als unangenehm oder einschüchternd wahrgenommen wird. Diese Erhebungen zeigen, wie gesellschaftliche Normen zur Selbstabwertung beitragen und das Verhalten in queeren Gemeinschaften beeinflussen.
Parallel dazu werden stereotype Aussagen abgefragt, um zu messen, ob negative gesellschaftliche Bilder von den Betroffenen übernommen wurden. Die Zustimmung zu solchen Aussagen deutet darauf hin, dass bestimmte Vorurteile, etwa zur Stabilität homosexueller Beziehungen, verinnerlicht wurden. Dabei geht es weniger um objektive
Fakten, sondern um gesellschaftliche Konstruktionen die als eine Norm gesehen werden und die Homosexualität als weniger wertvoll oder problematisch darstellen.

### Politische Dimension und der Anspruch auf integrierte Identität
Nicht nur die individuelle psychische Belastung spielt eine Rolle, sondern auch die gesellschaftliche Einordnung der eigenen Identität durch sich selbst. Unter einer integrierten.
Identität versteht man die Bereitschaft, politische Forderungen wie eine bessere mediale Repräsentation oder eine stärkere Thematisierung im schulischen Kontext zu unterstützen.
Negative Zuschreibungen sollen so nicht nur reflektiert, sondern auch aktiv zur Debatte gestellt werden. Die Debatte soll einen Zusammenhang zwischen einer persönlichen
Identitäts-Eingestehung sowie Stärkung und einer gemeinsamen Auseinandersetzung mit den gesellschaftlichen Normen aufzeigen und daran arbeiten lassen. Die wissenschaftlichen Instrumente zur Messung internalisierter Homophobie nutzen einen mehrdimensionalen Ansatz: Zum einen werden individuelle Einstellungen und Gefühle erfasst, andererseits wird auch der Grad der Identitätsintegration und die politische Haltung gegenüber externen Zuschreibungen abgefragt. So zeigt sich, dass ein positiver Selbstbezug, etwa in Form von Stolz und Dankbarkeit für die eigene Sexualität, für das persönliche Wohlbefinden, aber auch für die kollektive Positionierung von Bedeutung ist.

## Intersektionalität
Intersektionalität, ein von Kimberle W. Crenshaw geprägter Begriff, bezeichnet das Zusammenwirken verschiedener Unterdrückungsformen und Vorurteile.
Heteronormativität verstärkt soziale Ungerechtigkeiten. Sie pathologisiert nicht-normative Familienstrukturen, so zum Beispiel LGBTQ+ Familien oder nicht-weiße-Familien.
Dies gilt besonders für schwarze Familien mit weiblichen oder LGBTQ+-Menschen, welche oft als „dysfunktional“ oder „abweichend“ dargestellt werden. So können gewisse Machtstrukturen und die bestehende gesellschaftliche Ordnung aufrechterhalten werden.
Auch soziale und wirtschaftliche Privilegien sind stark verbunden mit heteronormativen Normen. Das heißt, denen die nicht weiß, männlich oder heterosexuell sind und gewisses Kapital haben, wird eine Barriere in den Weg gelegt. Das äußert sich in Institutionen wie der Ehe, welche nicht für alle zugänglich ist, und Wohlfahrtsprogrammen, welche heteronormative, rassistische Ideale stützen.